# Hep Records
Hep Records is een Schots platenlabel, in 1974 opgericht door Alastair Robertson. Het label is gespecialiseerd in jazz en richt zich vooral op swing uit de jaren dertig en veertig. Het label brengt oude opnames opnieuw uit, maar ook nieuw materiaal. Het label heeft drie sub-labels: 
Metronome Series, onder meer voor radio-opnames. Artiesten op dit label variëren van Benny Carter en Sam Donahue tot en met Artie Shaw en Claude Thornhill.
1000 Series, voor al eerder uitgebrachte opnames, van Duke Ellington en Count Basie tot en met Red Norvo en Teddy Wilson.
2000 Series, bestaat sinds 1978. Hierop wordt moderne en mainstream-jazz uitgegeven. Artiesten op dit label (selectie):
- Richard Davis
- East Down Septet
- Herb Geller
- Don Lanphere
- Spike Robinson